# Pfarrkirchen im Mühlkreis
Pfarrkirchen im Mühlkreis település Ausztriában, Felső-Ausztria tartományban, a Rohrbachi járásban, területe 31 km².

## Fekvése
Tengerszint feletti magassága 819 méter. Pfarrkirchen im Mühlkreis Oberkappel, Atzesberg, Putzleinsdorf, Hofkirchen im Mühlkreis és Neustift im Mühlkreis településekkel határos.

## Népesség
Lakosainak száma 1474 fő (2018. január 1.).